# Vojtech Wick
Vojtech Wick, také A. B. Wick (29. června 1908 Sučany – 21. ledna 1985 Brezno) byl slovenský právník a hudební skladatel.

## Život
Po maturitě na evangelickém gymnáziu v Prešově, studoval práva na Právnické fakultě Univerzity Komenského v Bratislavě. Titul JUDr. získal v roce 1934. Hudbu studoval soukromě na hudebních školách v Košicích. Prešově a v Bratislavě. Stal se znamenitým klavíristou. Jeho sestra Jolana byla operní zpěvačkou a často ji doprovázel na koncertech v Bratislavě, v Košicích i ve Vídni.
Nejprve se věnoval právnickému povolání. V letech 1930–1932 byl advokátním koncipientem v Bratislavě a od roku 1934 působil v Brezně. V roce 1938 se stal samostatným advokátem. Zúčastnil se Slovenského národního povstání. Po obnovení Československé republiky se stal v Brezně veřejným notářem a v roce 1950 vedoucím státním notářem. V roce 1961 práva opustil a zcela se věnoval hudbě. Působil jako pedagog na Základní umělecké škole v Brezně a komponoval. Spolupracoval s dětským pěveckým sborem při LŠU, ženským komorním sborem při Městském osvětovém středisku a s dechovou hudbou v Brezně. Pro město složil slavnostní fanfáry.

## Dílo
Již ve třicátých letech se zabýval jazzovou hudbou. Jako jazzový klavírista vystupoval i v bratislavském rozhlase. Komponoval převážně taneční hudbu, scénickou hudbu pro dětské pořady v televizi a instruktivní skladby pro děti. Je autorem více než 450 skladeb.